# Canala longipes
Canala longipes là một loài nhện trong họ Desidae.
Loài này thuộc chi Canala. Canala longipes được miêu tả năm 1924 bởi Lucien Berland.